# National Film Award/Beste Filme in anderen Sprachen
Die Gewinner der National Film Awards in den Kategorien Beste Filme in anderen Sprachen waren:
| Jahr | Film                                     | Sprache                 | Regisseur                                               | Produzent                                                     |
| ---- | ---------------------------------------- | ----------------------- | ------------------------------------------------------- | ------------------------------------------------------------- |
| 1994 | English, August                          | Englisch                | Dev Benegal                                             | Anuradha Parikh                                               |
| 1998 | Dr. Babasaheb Ambedkar                   | Englisch                | Jabbar Patel                                            | National Film Development Corporation                         |
| 2000 | Pandavas                                 | Englisch                | Usha Ganesarajah                                        |                                                               |
| 2001 | Mitr, My Friend                          | Englisch                | Revathi                                                 |                                                               |
| 2002 | Stumble                                  | Englisch                | Prakash Belawadi                                        |                                                               |
| 2003 | Dance Like a Man                         | Englisch                | Pamela Rooks                                            | National Film Development Corporation                         |
| 2004 | Amu Aleesha                              | Englisch Konkani        | Shonali Bose Rajendra Talak                             | Shonali Bose Rajendra Talak Creations                         |
| 2005 | 15 Park Avenue Kab Hoi Gawna Hamar Sonam | Englisch Bhojpuri Monpa | Aparna Sen Anand D. Ghatraj Ahsan Muzid                 | Bipin Kumar Vohra Deepa Narayan Garima Films                  |
| 2006 | Quest Antarnad Kotti Channaya            | Englisch Konkani Tulu   | Amol Palekar Rajendra Talak Anand P. Raj                | Amol Palekar Rajendra Talak Creations R. Dhanaraj             |
| 2007 | The Last Lear                            | Englisch                | Rituparno Ghosh                                         | Arindam Chaudhuri                                             |
| 2008 | Land Gold Women Yarwng Gaggara           | Englisch Kokborok Tulu  | Avantika Hari Joseph Pulinthanath SDB Shivadhwaj Shetty | Southpaw Entertainment Sampari Pictures D’MA Cine Productions |
| 2009 | Paltadacho Munis                         | Konkani                 | Laxmikant Shetgaonkar                                   | National Film Development Corporation                         |

Derzeit erhalten Produzent und Regisseur des Gewinnerfilms je einen Rajat Kamal und ein Preisgeld von 100.000 Rupien.